# Viola pentelica
Viola pentelica är en violväxtart som beskrevs av Friedrich Vierhapper. Viola pentelica ingår i släktet violer, och familjen violväxter. Inga underarter finns listade i Catalogue of Life.